# Nikolaj Chomjakov

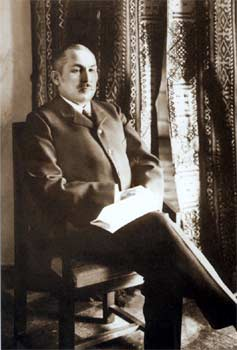
Nikolaj Aleksejevitsj Chomjakov

Nikolaj Aleksejevitsj Chomjakov (Russisch: Николай Алексеевич Хотяков) (Moskou, 19 januari 1850 - Dubrovnik, 28 juni 1925) was een Russisch politicus.

## Levensloop

### Achtergrond, opleiding en vroege carrière
Nikolaj Chomjakov stamde uit een adellijke familie. Zijn vader Aleksej Chomjakov (1804-1860) was een vooraanstaand Russisch filosoof en een van de belangrijkste theoretici van het panslavisme.
Nikolaj Chomjakov studeerde van 1869 tot 1874 rechten aan de Staatsuniversiteit van Moskou. In 1877 werd hij benoemd tot hoofd van de adel van de oejezd Sytsjovski. Tijdens de Russisch-Turkse Oorlog van 1877 tot 1878 was hij lid van een medische eenheid van het Russische Rode Kruis. In 1880 werd hij hoofd van de adel in het district Sitsjevski. Van 1886 tot 1896 en van 1902 tot 1904 was hij hoofd van de adel van het gehele gouvernement Smolensk. In 1896 volgde Chomjakovs benoeming tot hoofd van een departement van het Ministerie van Landbouw. Tijdens de Russisch-Japanse Oorlog (1904-1905) was hij commissaris-generaal van de adellijke eenheden van het Rode Kruis.

### Voorzitter van de Staatsdoema
Nikolaj Chomjakov was in oktober 1905 een van de oprichters van de Unie van 17 Oktober, beter bekend als de Oktobristenpartij, een conservatief-liberale partij. In 1907 werd hij voor de oktobristen in de derde Staatsdoema gekozen. Van 1 november 1907 tot 4 maart 1910 was hij voorzitter van de Derde Staatsdoema. In 1912 werd hij gekozen tot vicevoorzitter van de Vierde Staatsdoema.
Tijdens de Eerste Wereldoorlog was hij hoofd van de Rode Kruis-missie bij het Russische Achtste Leger. Van 1917 tot 1920 was hij hoofd van de Rode Kruismissie bij het Zuidelijke Witte Leger. In november 1920, als gevolg van de overwinningen van het Rode Leger, week Chomjakov uit naar Joegoslavië (Kroatië), waar hij tot 1925 voorzitter was van het Russische Rode Kruis in ballingschap.
Nikolaj Chomjakov overleed op 75-jarige leeftijd in Dubrovnik (Kroatië).